# Вірменська музика
Вірменська музика — багатовікова музична культура вірменського народу. У статті розглядаються історія, жанри і музичні особливості стародавньої, середньовічної і сучасної вірменської музики (як народної так і професійної). Формування вірменської музики починається з II тис. до н.е. у взаємодії з музичними культурами стародавніх народів Передньої і Малої Азії.

## Історичний нарис

### Античність і Середньовіччя

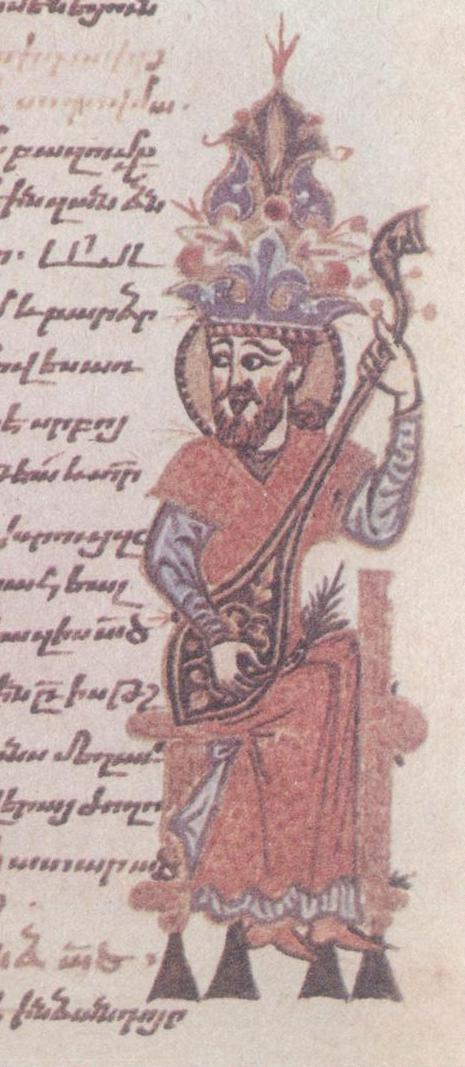
Музикант. Середньовічний рукопис.

У III ст. до н.е. вже була сформована своєрідність вірменської музики. Історичні відомості про язичницькі обряди стародавніх вірменів, зокрема про мистецтво гохтанскіх співаків, гусанів і віпасанів (казок) наведені в працях стародавній вірменських істориків V століття Мавсеса Харинаци і Фавстаса Бузанда. З пісень дохристиянської Вірменії збереглися уривки віршованих текстів пісень, що розповідають про Ару Прекрасного і ассирійську царицю Шамір, про царя Арташес і т. д., які виконувалися під музичний супровід.. Харинаци, оспівуючи історію з старожитновірменської міфології пише: «Те ж в точності йдеться і в піснях гідних перерахування, які дбайливо зберігаються, як я чув, жителями багатою вином області Голтн. Серед них є пісні, що розповідають про Арташес і його синів і згадують також нащадків Аждахака, називаючи їх алегорично дракорідними, так як Аждахак на нашій мові означає дракон …». Одна з цих найдавніших пісень, що відноситься до II століття до н. е., розповідала про вірменського царя Арташес і аланську царицю Сатенік.
Хоренаці згадує музичний інструмент пандира, яким були виконані древньовірменські пісні: «Ми на власні вуха чули спів цієї (пісні) в супроводі пандира», — пише він, розповідаючи про древньовірменського бога-драконоборця Ваагна.
Не менш багаті відомості про музику древньої Вірменії повідомляє Павстос Бузанда (V століття). Він, зокрема, згадує про інструменталістів, що грають на барабанах, срінгах, кнарах і трубах. Відомості в області інструментальної музики та вірменського музичного інструментарію дуже мізерні, проте до нас дійшов опис деяких музичних інструментів а також їх найменування. Так, до числа духової групи відносились: срінг  тип флейти, ехджерапох — ріг, пох — труба мідна; до ударної групи належали: тмбук — барабан, до струнної групи: бамбірн  — інструмент з плектром, пандира, кнара — тип ліри, джнар — різновид кнара, вин — різновид кнара.
Після 301 року, коли Велика Вірменія офіційно прийняла християнство як державну релігію, створюються основи для розвитку музики вірменської християнської церкви. Вірменська християнська музика поряд з арамейською, єврейською, каппадокійською, лежить в основі загальнохристиянської музичної культури, представляючи велике значення для вивчення музичної культури країни, яка першою прийняла християнство як державну релігію. З кінця IV століття у вищих школах було введено навчання піснетворчості і співу, про що повідомляє Агатангелос. У той же час вірменське духовенство ставилося негативно до колишньої язичницької музичної спадщини. Так, наприклад, в 365 році Аштішатський собор виніс постанову, що забороняє виконання пісні-плачу під час похоронної ходи.
Значну історичну роль надалі розвитку древньовірменської музики зіграло формування феодальних відносин. Уже в V-VII століттях нові і більш складні форми вірменської народної музики, розширення кола її інтонацій і оновлення тематики були історично обумовлені появою раннього феодалізму. Колишнє мистецтво гусанів продовжує свій розвиток незважаючи на гоніння церкви. Хоча вірменська професійна музика перебувала під впливом церкви, вона, в той же час, відчувала сильний вплив народної творчості. Величезну роль для розвитку церковної музики зіграло створення в 406 році вірменського алфавіту. У вірменських школах (вардапетаран) викладалася теорія музики, твір і спів. Мовсес Хоренаці, кажучи про заснування Месропом Маштоцем перших вірменських шкіл, повідомляє:
|  | ...відібравши по велінню Врамшапуха і Саака Великого розумних і здорових дітей, які мали м'які голоси і довге дихання, заснував школи у всіх областях і став вчити у всіх куточках перського, але не грецького спадку... |

Саме в V-VI століттях були створені перші духовні пісні (гімнографія), його перші автори Месроп Маштоц, Саак Партев, Іоанн Мандакуні, Степанос Сюнеці (старший), Комітас Ахцеці і ін. Початковими найпростішими формами професійної монодичної музики були мелодії псалмів, створені на  основі музичної традиції язичницького культу. Пізніше розвивалися кцурди, надалі стали шараканами. Вірменська духовна музика епохи запозичила інтонаційний лад селянської пісні. Перші музичні твори — шаракани, що з'явилися в V столітті, відрізняються ясністю змісту і лаконічністю форми, їх мелодії і тексти прості, в основному малооб'ємні. У тому ж столітті систематизуються гласи. Згодом були створені шаракани з більш складними концепціями, складною ритмікою і розвиненою ладово-інтонаційною основою.  Різноманітність цих творів полягала в співах гандзів і аветисів, патарагів та інших видів професійної духовної монодичної музики. Кожен з видів відрізнявся своїми жанровими ознаками.  Якщо в V столітті була проведена систематизація голосів, то вже в VII столітті Барсегов Тчон склав перший збірник шараканів — «Чонинтір шаракноц». З гімнографів VII століття відомий також католікос Саак Дзорапореці. Другу систематизацію гласів присутніх справив Степанос Сюнеці в першій половині VIII століття.  Останній ввів в церковну музику канон. Новим досягненням в історії древньовірменської музики стає винахід в VIII-IX століттях системи екфонетичного і музичного нотопису — вірменських невмів — хазів. Він спочатку пов'язаний з іменем Сюнеці.  Найдавніший рукопис з хазами відноситься до IX століття. В цілому збереглися більше 2 тис. рукописів з хазами. Про високу музичну культуру стародавньої Вірменії свідчать праці теоретиків Давида Анахта (V-VI ст.), Давида Керакана (Граматика) (VI ст.), Степаноса Сюнеці і ін., які стосувалися питань музичної естетики, розробляли вчення про гармонію, звуки і т.д. Уже в ранньому середньовіччі в Вірменії була розроблена теорія акустики.
Значного розвитку вірменська музика досягає в епоху розвиненого феодалізму, в X-XIII століттях. Цьому сприяє відновлення в середині IX століття вірменської національної державності. У X столітті створюється новий напрямок професійної монодичної музики — таг. Таги були великими світськими або духовними вокальними п'єсами драматичного або епічного а також лірично-споглядального характеру. Ці твори своїми витоками сягали гусанської, а також селянської музичної творчості. Найбільш відомі автори тагів - Григор Нарекаці (X ст.), Хачатур Таронаці (XII ст.) Та інші. Гуманістичні ідеї вірменського Відродження, відображені як в творчості тагів, так і в епосі «Сасунці Давид». Основний розвиток музичної культури Вірменії X-XI століть пов'язаний саме з творчістю тагів.
У X столітті Ананій Нарекаці пише «Про знання гласів», присвячену історії музики та її походження.  Система музичного нотопису вдосконалюється в XI столітті з появою «хазів манрусума». Він дозволяв більш точно фіксувати мелодію.  Створюються збірник пісень «Хазгірк», який був також своєрідним навчальним посібником. Велику роль у розвитку древньовірменської музики зіграв Нерсес Шноралі (XII ст.), який написав численні пісні, таги і шаракани.  Шноралі завершує створення шаракноца і патарага (літургія).  Ованес Імастасер (XI-XII ст.), Ованес Ерзнкаці Плуз (XIII в.) і інші у своїх працях розглядають теми музично-естетичного характеру.  Аракел Сюнеці, Акоп Кримеці пишуть про музичні інструменти свого часу.  Велику цінність представляють збережені слова історичних пісень, створених у вірменському царстві Кілікії (про пленство сина царя Хетума I Левона і т. д.). З XIV століття світські таги значно відтісняють шаракани і інші духовні твори. Особливо починаючи з XVI століття, після розділу Вірменії між Туреччиною і Іраном посилюються соціальні мотиви і переважають пісні-скорботи.
Збірники середньовічних пісень — Шаракноц, Гандзаран, Манрусмунк і Тагаран. Уже в 1620 році Хачгруз Кафаеці склав перший збірник вірменських народних пісень («Пісенник Хачатура Кафаеці»).

## Давньовірменька музична нотація
Згідно з автором V століття Лазару Парпеці вірмени спочатку використовували літери алфавіту для фіксації музики. Давньовірменська музична нотація — хази, виникли в VIII-IX століттях. Ініціатором їх створення імовірно був Степанос Сюнеці. З XII століття розвивалася також в Кілікії, де Нерсес Шноралі, Григір Хул (XII ст.), Геворг Скевраці (XIII в.) та інші відомі майстри середньовічного вірменського співу вдосконалювали технологію системи хазів і тлумачення її знаків виконавцями. Відомі більш ніж 40 основних і до 20 або 30 допоміжних, а також безліч похідних знаків. Хази поділяються на три основні категорії. Крім того, вірменські невми відрізнялися від палеовізантійскої письменності своїм графічним зображенням, найменуваннями і співвідношенням знаків. Збереглося безліч об'ємних рукописних томів, що містять хазові записи середньовічних світських і духовних творів. Відомі рукописи з екфонетичною нотацією з IX століття.

## Жанри та характеристика давньовірменської музики

### Гусанська музика
Гусани — вірменські народні співаки. Їх творчість була виключно світською. У дохристиянської Вірменії в епоху еллінізму гусани спочатку служили в храмі богині Гісане, брали участь у фарсових та сатиричних виставах. Гусанська музика своїми витоками сягала творчості віпасанов епохи рабовласницької Вірменії. З періоду розвинутого феодалізму виникли гусани і вардзаки. О гусанских піснях пишуть давньовірмянські автори V століття Агатангелос, Фавстос Бузанда, Мовсес Хоренаци, Єгіше та ін. У супроводі музичних інструментів народні співаки гусани виконували пісні головним чином на бенкетах, весіллях і тд. Після 301 року вірменська церква переслідувала гусанів. Вірменський історик Фавстос Бузанда, що жив на рубежі IV—V століть, описуючи події IV століття, пише:«Одного разу вони були в Таронській землі, в церковному Авані Аштішате, де вперше була побудована церква їхнім прадідом Григорієм. Обидва брати Пап і Атанагінес приїхали в це село. Сильно напившись, вони стали насміхатися над божим храмом; обидва брати увійшли в єпископські покої, пили там вино з блудницями, співачками, танцівницями, гусанами і скоморохами».
Давнє гусанське мистецтво проіснувало до XV—XVI століття. Відомі поети-гусани цього часу Григор Хлатеці і Наапет Кучак — автор творів відомих як «айрени».